# Mission Multinationale d’Appui à la Sécurité en Haïti
Die Mission Multinationale d’Appui à la Sécurité en Haïti (Multinationale Sicherheitsunterstützungsmission in Haiti; MMAS) erhielt mit der Resolution 2699 des Sicherheitsrats der Vereinten Nationen am 2. Oktober 2023 das Mandat, unter Kapitel VII der Charta der Vereinten Nationen der Bitte der haitianischen Regierung nachzukommen, die eigenen Sicherheitskräfte bei der Wiederherstellung und Sicherung von Recht und Ordnung zu unterstützen. Die Führung der MMAS liegt bei Kenia, wo das Verfassungsgericht jedoch im November 2023 die parlamentarische Beschlussfassung in der Sache blockierte.

## Hintergrund
Nachdem am 7. Juli 2021 der amtierende Präsident Haitis, Jovenel Moïse, ermordet wurde, sind die seit langem fragilen staatlichen Strukturen weitgehend zusammengebrochen. Moïses Nachfolger Ariel Henry versucht, das Land autoritär zu regieren: Es gelang ihm bislang nicht, freie Wahlen zu organisieren. Der Staat kontrolliert nur noch etwa die Hälfte des Landes, der Rest ist in Gewalt von rund zweihundert verschiedenen Banden.
Am 6. Oktober 2022 beschloss das Kabinett Henry einen Appell an die internationale Gemeinschaft, Spezialkräfte zu entsenden und technische Einrichtungen bereitzustellen, um die Anstrengungen der Haitianischen Nationalpolizei bei der Bekämpfung des hohen Ausmaßes der Bandengewalt zu unterstützen.
Mit der Resolution 2653 vom 21. Oktober 2022 verabschiedete der UN-Sicherheitsrat weitreichende Sanktionen gegen die Anführer der kriminellen Banden. Das Gremium stellte in den genannten Resolutionen fest, dass die Situation in Haiti eine Bedrohung des Weltfriedens, der internationalen Sicherheit und der Stabilität in der Region darstellt.

## Entstehung und Mandatierung der Mission
Nach der Bitte der haitianischen Regierung um internationale Unterstützung bei der Bekämpfung der Bandenkriminalität forderte der Sicherheitsrat der Vereinten Nationen bereits in seiner Resolution 2692 vom 14. Juli 2023 die Mitgliedstaaten dazu auf, „sicherheitsbezogene Unterstützung für die Haitianische Nationalpolizei bereitzustellen, unter anderem durch die Entsendung von Spezialkräften, in Absprache mit den haitianischen Akteuren“.
Daraufhin erklärte sich Kenia bereit, 1.000 Polizisten nach Haiti zu entsenden. Jamaika, die Bahamas sowie Antigua und Barbuda sagten ebenfalls Sicherheitspersonal zu. Die Vereinigten Staaten kündigten an, die Truppe logistisch und mit 100 Millionen Dollar zu unterstützen. Der Außenminister Kenias, Alfred Mutua, stellte den Beginn der Mission für den 1. Januar 2024 „oder früher“ in Aussicht.
Der Sicherheitsrat beschloss am 2. Oktober 2023 einstimmig (unter Stimmenthaltung der beiden ständigen Mitglieder des Gremiums Russland und China) nach Kapitel VII der Charta der Vereinten Nationen:
- Die Ermächtigung der Mitgliedstaaten, die ihre Beteiligung notifiziert hatten, in enger Zusammenarbeit und Abstimmung mit der Regierung Haitis eine multinationale Sicherheitsunterstützungsmission mit einem federführenden Land zu bilden und zu entsenden, und zwar für einen Anfangszeitraum von zwölf Monaten ab der Verabschiedung dieser Resolution,
- die Überprüfung dieser Ermächtigung neun Monate nach der Verabschiedung dieser Resolution,
- die Maßgabe, dass die Kosten der Durchführung dieser zeitlich befristeten Operation durch freiwillige Beiträge und die Unterstützung einzelner Mitgliedstaaten und Regionalorganisationen getragen werden,
- die strikte Einhaltung des anwendbaren Völkerrechts, einschließlich der internationalen Menschenrechtsnormen;
- die Aufforderung an die Multinationalen Sicherheitsunterstützungsmission zur Unterstützung der Haitianischen Nationalpolizei bei der Gewährleistung des ungehinderten und sicheren Zugangs der Hilfe empfangenden Bevölkerung zu humanitärer Hilfe und
- die Ermächtigung der Mission, die Haitianischen Nationalpolizei dabei zu unterstützen, die grundlegende öffentliche Ordnung und Sicherheit zu wahren, erforderlichenfalls auch durch Festnahmen und Inhaftierungen.[3]

Am 4. Oktober 2023 begrüßte das Kabinett Henry die Entsendung der Mission. Die Vorsitzende des Hohen Übergangsrats (Haute Conseil de la Transition), Mirlande Manigat, erklärte, es sei nun an den Haitianern, sich der von ihnen selbst zu verantwortenden Situation zu stellen.
Mitte Februar 2024 fand in Washington D.C: ein Planungstreffen auf Ministerebene statt, am Rande dessen die vom Verfassungsgericht Kenias geforderte Vereinbarung vorbereitet wurde. Bei einem Treffen der G-20 Außenminister am 22. Februar 2024 in Brasilien wurden über 120 Millionen US-Dollar für die Finanzierung der Mission zugesagt. Allein Kanada übernimmt rund 80 Millionen Dollar der Anlaufkosten. Am 25. Februar wurde angekündigt, dass Premierminister Henry sich im Laufe der Woche nach Kenia begeben werde, um das Abkommen zu unterzeichnen.
Am 21. Juni 2024 wurde das Abkommen über den Status der Mission zwischen Kenia und Haiti unterzeichnet. Die ersten Einheiten (400 bewaffnete Polizisten) trafen am 25. Juni auf dem Internationalen Flughafen Toussaint Louverture in Port-au-Prince ein. Am 16. Juli trafen 200 weitere kenianische Polizisten ein.
Benin hatte 2000 Polizeikräfte zugesagt, suspendierte deren Entsendung nach Haiti jedoch im September 2024 mit der Begründung, die Einsatzvoraussetzungen vor Ort seien nicht gegeben.

## Kritik und zeitweilige Blockade
Bevor die Mission überhaupt anfing, Gestalt anzunehmen, geriet auch sie in den allgegenwärtigen Strudel der kakophonen politischen Auseinandersetzungen in Haiti.
So erklärten die Teilnehmer am Accord de Montana, die künftige Anwesenheit einer multinationalen Polizeimission aus anderen Ländern untergrabe die Souveränität und Integrität des Landes.
Der frühere Sonderbeauftragte des Generalsekretärs der Organisation Amerikanischer Staaten für Haiti, Ricardo Seitenfus, bezweifelte, dass 1.000 ausländische Polizisten tatsächlich etwas gegen mindestens 5.000 bewaffnete Banditen in den Städten des Landes ausrichten könnten.
In Kenia wurde Kritik an der Führungsrolle des Landes bei der Mission in Haiti laut. Der Oppositionsführer Ekuru Aukot, Chef der Partei Thirdway Alliance, vertrat die Auffassung, die Regierung habe sich zum Handlanger der Vereinigten Staaten gemacht. Er brachte die Frage vor das Verfassungsgericht Kenias, das daraufhin einen Parlamentsbeschluss zur Entsendung bewaffneter Kräfte blockierte. Am 20. Januar 2024 erklärte Präsident William Ruto, dass vom Verfassungsgericht geforderte Vereinbarungen zu Fragen der Gegenseitigkeit der Zusammenarbeit sehr kurzfristig erstellt und vorgelegt würden und die Mission dann durchgeführt werde.

## Einsatz
Nachdem vom Ende Juni bis Mitte Juli 2024 600 kenianische bewaffnete Angehörige der MMAS in Port-au-Prince eingetroffen waren, fanden erste Einsätze mit der PNH statt. Im September 2024 trafen 24 bewaffnete Polizisten aus Jamaika und zwei aus Belize ein, um die Truppe zu verstärken.
Am 21. September 2024 kam der kenianische Präsident William Ruto zu einem Kurzbesuch nach Haiti, zeigte sich erfreut über die Anwesenheit der Polizisten seines Landes und sagte die Entsendung weiterer 600 Ordnungshüter zu. Beobachter wie der pensionierte Oberst Himmler Rebu bezweifeln, dass die kenianischen Polizisten etwas gegen die Banden ausrichten können.
Am 3. Januar 2025 trafen die Kontingente aus Guatemala (75 Polizisten) und El Salvador (8 Polizisten) in Port-au-Prince ein. Weitere 77 Polizisten aus Guatemala folgten am 4. Januar.
Der erste Gefallene der MMAS war am 23. Februar 2025 zu melden. Es handelte sich um einen kenianischen Offizier, der bei einem Schusswechsel in Savien, Département Artibonite, tödlich getroffen wurde.
Im Mai 2025 berichtete die spanische Nachrichtenagentur EFE von anonym vorgebrachten Klagen aus dem kenianischen Truppenkontingent. Grund war, dass ausschließlich Kenianer in der gefahrvollen direkten Konfrontation mit Kriminellen eingesetzt würden, während die Kontingente aus anderen Ländern Aufgaben des Objektschutzes und des Abtransports von Verwundeten wahrnähmen.

## Zielerreichung
Die mit 2500 Polizisten geplante MMAS hatte Anfang des Jahres 2025 nur eine Stärke von rund 750. Das Gros der Truppe stammte aus Kenia und war der Landessprachen Haitis (Kreol und Französisch) nicht mächtig. Während die Bandenmitglieder jeden Winkel ihrer Heimat kannten, standen die internationalen Kräfte in einer fremden Umgebung. Der Einsatz zeitigte im ersten Jahr keinerlei Erfolg. Die Zahl der zivilen Todesopfer und der Binnenflüchtlinge stieg weiter exponentiell.
Nach einem Jahr stellte der haitianische Sicherheitsexperte Prospère Charles fest, dass nur die Hälfte der vorgesehenen kenianischen bewaffneten Polizisten tatsächlich in Haiti seien und dass nur 18 Prozent der zugesagten Mittel für die Mission zur Verfügung stünden. Er bezeichnete die Mission in einem Rundfunkinterview als „wahrhaftes Fiasko“.